# Руденко Олександр Пантелеймонович
Олександр Пантелеймонович Руденко (29 грудня 1938 — 28 травня 2019) — український учений-фізик, педагог. Доктор фізико-математичних наук, професор. Академік АН ВШ України з 1998 р.

## Біографія
Народився на хуторі Чекисине Лубенського району Полтавської обл.
Працює у Полтавському національному педагогічному університеті імені В. Г. Короленка з 1968 р.
Розпочав викладацьку роботу асистентом кафедри загальної фізики. Навчався в аспірантурі (1972—1975 рр.) на кафедрі молекулярної фізики Київського державного університету ім. Т. Шевченка.
У 1977 р. захистив кандидатську дисертацію і працював старшим викладачем, доцентом, а
з 1978 р. — деканом фізико-математичного факультету. Успішно керував одним із найкращих факультетів університету протягом 25 років (до 1 вересня 2003 р.).
З 1992 р. — професор кафедри, завідувач кафедри загальної фізики.
У 1993 році захистив докторську дисертацію.

## Наукова діяльність
Автор понад 350 наукових публікацій та низки відкриттів.
Має патенти на винаходи:
- «Спосіб діагностики запальних ускладнень після хірургічного лікування раку шлунка» (1997 p.),
- «Спосіб контролю розвитку ендотоксикозу» (1999 р.),
- «Спосіб організації експерименту з фізики» (2010 р.).

Має почесне звання (1996).

## Нагороди
Нагороджений:
- Золотою медаллю ВДНГ СРСР (1983),
- Медаллю А. С. Макаренка (1983),
- Знаком «Відмінник освіти СРСР» (1983),
- Нагрудним знаком «За відмінні успіхи в роботі» (1985),
- Медаллю імені академіка С. П. Корольова (1992),
- Медаллю імені Ю. В. Кондратюка (1993),
- Почесною грамотою МОНУ (1994),
- Почесним званням (1996),
- Медаллю імені Ю. В. Кондратюка на честь 100-річчя з дня народження вченого (1997),
- Почесною грамотою Полтавської обласної ради (2008),
- Знаком МОН «Петро Могила» (2009).